# Bateria da Imperatriz
A Bateria da Imperatriz localizava-se na cidade de Maceió, no litoral do atual estado brasileiro de Alagoas.

## História
Erguida no centro histórico da cidade, entre o Forte de São João de Maceió e o Forte de São Pedro de Jaraguá, onde se levantou posteriormente o prédio da Alfândega Federal, o nome desta bateria homenageava a primeira esposa do imperador D. Pedro I (1822-1831), a imperatriz Dna. Leopoldina de Habsburgo.
Encontrava-se artilhada com duas peças de bronze, únicas do gênero na Província, e que, no contexto da Confederação do Equador (1824), chegaram a tomar parte nos combates de Anadia e de São Miguel. Em 1828, os seus petrechos e munição foram recolhidos ao Forte de São João, pelo Tenente-Coronel Colaço Amado. Já não se encontra relacionada no "Mapa das Fortificações da Província" de 1830 (GARRIDO, 1940:78).